# Stolp CN
Stolp CN (angleško CN Tower, francosko Tour CN) je zgradba v Torontu v Kanadi. Uporablja se v komunikacijske in turistične namene. V višino meri 553,33 metrov in predstavlja največjo znamenitost Toronta ter privabi več kot dva milijona mednarodnih obiskovalcev vsako leto. CN je kratica za Canadian National, železniško družbo, ki je dala zgraditi stolp. Obiskovalci si lahko mesto ogledajo iz stolpa iz dveh stopenj: Sky pod na višini 330 metrov in Space deck na višini 447 metrov.

## Zgodovina
Ideja za stolp CN se je pojavila leta 1968 v Kanadski nacionalni železnici. Želeli so zgraditi največjo televizijsko in radijsko komunikacijsko ploščad, ki bi podpirala celotno področje Toronta. Ti načrti so se razvijali še nekaj naslednjih let, dokler niso končno leta 1972 postali uradni. Stolp CN je del Metro centra, največjega razvojnega projekta v Torontu. Tisti čas je bil Toronto mesto v razvoju in v središču se je visoko nad oblake dvigalo kar precej stavb, zato bi bilo oddajanje v tem območju zelo težavno. Edina rešitev je bila oddajnik dvigniti 300 metrov nad najvišje stavbe. Stolp CN so postavili v središče mesta, kjer so že bile najvišje stavbe. Je tako visok, da ga je možno videti iz 30 kilometrov oddaljenih krajev. Gradnja se je pričela 6. februarja leta 1973 z izkopom za temelje, pri čemer so odstranili 56.000 ton materiala do globine 15 metrov. Za temelje so porabili 7.000 ton betona in 450 ton armature. Na celotnem projektu je delalo 1537 ljudi, porabili pa so 40.500 kubičnih metrov betona. Vrhnjo anteno so dvignili s pomočjo helikopterja Sikorsky Skycrane. Na celotnih 553 metrov pa največ odmik od vertikalne linije znaša le 27 milimetrov. Cena stolpa je znašala 75 milijonov dolarjev, kar bi v današnjih dneh znašalo 350 milijonov dolarjev. Stolp CN so odprli 26. junija 1976, prej od predvidenega 1. oktobra. Do sredine devetdesetih je postal glavna turistična atrakcija v mestu. Celotno območje stolpa je ostalo območje pomembnih poslovnih zgradb. Od leta 1997 do leta 2004 je združba TrizecHahn nekajkrat razširila in posodobila stavbo. V tem času je investirala 26 milijonov dolarjev. Med razširitve je bila vključena tudi vgradnja dveh novih dvigal od skupno šestih. Stolp CN je bil včasih osmojen od razbeljenih žarnic, ki so bile leta 1997 odstranjene, ker so bile predrage. 30. maja 2007 pa je bilo oznanjeno, da bodo stolp CN opremili z 1330 LED-lučmi znotraj dvigal. 
Ob 30. obletnici Slovenije se je stolp obarval v barve slovenske zastave. 

## Zanimivosti
- Stolp CN je 13 metrov višji od moskovskega Ostankino stolpa in skoraj dvakrat višji od Eifflovega stolpa
- Samo en človek je umrl ob gradnji stolpa
- Če veter piha s hitrostjo 200 km/h, vrh stolpa zaniha za 1,05 metra
- restavracija na vrhu ima steklena tla, skozi katera se vidi mesto
- Stolp CN je možno videti v filmu Policijska akademija